# Barsinella mirabilis
Barsinella mirabilis là một loài bướm đêm thuộc phân họ Arctiinae, họ Erebidae.